# Télé 7 jours
 (janvier 2015).
Si vous disposez d'ouvrages ou d'articles de référence ou si vous connaissez des sites web de qualité traitant du thème abordé ici, merci de compléter l'article en donnant les références utiles à sa vérifiabilité et en les liant à la section « Notes et références ».
Télé 7 jours est un magazine de presse de télévision français, publié par CMI France. Il est l'un des fleurons des magazines du groupe (filiale de CMI). Le siège du magazine est situé à Levallois-Perret dans les Hauts-de-Seine.

## Historique
Télé 7 jours a pour ancêtre le magazine français Radio 44 créée par la Sofirad, organisme public chargé de la radiodiffusion française, et dont le premier numéro paraît le 29 octobre 1944. Cet hebdomadaire présente alors les programmes des stations de radio de la RTF, avec des articles et des commentaires ainsi que la grille des programmes des radios périphériques. Le 1er mai 1949, il est renommé Radio Télévision 49 et ajoute pour la première fois dans le magazine la grille du programme de la télévision française. L'hebdomadaire change chaque année de nom, ainsi le 27 octobre 1957, il change de nom et devient Télé Radio 57, et le 5 octobre 1958 Télé 58.
En 1960, la Sofirad vend Télé 60 qui comptait alors environ 60 000 lecteurs, pour 600 000 francs à Jean Prouvost. Celui-ci en change complètement la maquette, la rédaction et le rebaptise 7 jours Télé 60, mais les rubriques habituelles de l'ancien Télé 60 sont conservées. 
Jean Diwo, directeur du magazine de 1960 à 1981, et Pierre Sallebert en sont les créateurs. Le premier numéro daté du 26 mars 1960 et mis en vente à partir du jeudi 24 mars 1960, avec Marie-José Nat en couverture, se vend alors à 300 000 exemplaires. 
Le nom de Télé 7 jours apparaît le 10 septembre 1960. Avec à l'origine un tirage de 320 000 exemplaires, le titre atteint le tirage de 400 000 exemplaires en janvier 1961, puis celui de 500 000 exemplaires en octobre 1961, 820 000 exemplaires en 1962, et dépasse le million d'exemplaires tirés en mars 1963 puis dépasse le cap des deux millions en 1965 et devient le plus gros tirage de la presse française, tous genres confondus. En 1966, le tirage passe à 2 200 000 exemplaires et grâce à ses importants bénéfices, la société Télé 7 Jours acquiert 14 % des actions de la Compagnie Luxembourgeoise de Radiodiffusion, ce qui permet à Jean Prouvost d'en être nommé administrateur délégué. Au cours des années 1960, Jean Prouvost détient le plus grand groupe de presse en France, avec Paris Match, Télé 7 jours et Marie Claire. 
Conseillé par Gaston Bonheur, Prouvost fait de Télé 7 jours, plus qu'un magazine de programme, un véritable magazine culturel. Chaque jour de la semaine est introduit par une double page sur une émission : une dramatique télé, une pièce de théâtre, une interview d'acteur ou de chanteur sont l'occasion d'un article de fond. Jean Diwo s'entoure alors de journalistes et d'écrivains pour rédiger ces pages : Bruno d'Épenoux, Jean-François Chabrun, Pierre Grobel et Michel Perrin (ces deux derniers seront rédacteurs en chef adjoints), donnent leur plume et leur talent au magazine.
Le magazine s'est peu à peu étoffé passant du noir et blanc à la couleur (à partir du numéro 1220 (15 au 21 octobre 1983)) notamment dans les pages programmes : le samedi en rouge, le dimanche orange, le lundi jaune (devenu bleu marine), le mardi vert, mercredi bleu ciel, jeudi rose, vendredi violet (ces couleurs seront en place jusqu'en juin 2010 : lundi redevenu jaune, mercredi rose, jeudi bleu). Le magazine a été enrichi par un contenu plus dense et des changements de rubriques comme « les indiscrétions de Franklin Didi », « Hollywood top secret », etc. (rubriques rebaptisées ou supprimées depuis), le zapping télé, la rubrique courrier a changé plusieurs fois de noms (« C'est vous qui le dites », « Courrier », et actuellement « Vous nous écrivez »), l'instauration des « 7 » (passés de trois maximum à quatre maximum) pour indiquer la qualité des programmes.
Pendant les évènements de Mai 68 et les semaines qui suivirent, la publication du magazine est suspendue, faute de programmes. Un numéro spécial sur la crise de l'ORTF est toutefois publié et se vend à plus d'un million d'exemplaires.
Le numéro 804, correspondant à la semaine télévisuelle du 11 au 17 octobre 1975, avec Alain Delon en couverture, a la particularité de n'avoir, à la suite de difficultés d'imprimerie, aucune photographie de la page 23 à la page 108.
Le numéro 915, correspondant à la semaine télévisuelle du 10 au 16 décembre 1977 avec  Philippe Gildas en couverture, possède la particularité de n'être pourvu d'aucune photographie des pages 35 à 122 (cause inconnue).
En 1976, Hachette devient propriétaire du magazine. Le magazine ne paraît pas pour le programme télévisuel de la semaine du 18 au 24 septembre 1976 en raison de problèmes d'imprimerie. De 1984 à 1987, Étienne Mougeotte est le rédacteur en chef du magazine. Après avoir été le titre de presse le plus lu en France dans les années 1980 et 1990 (3,2 millions d'exemplaires vendus chaque semaine en 1987), Télé 7 jours est en déclin depuis 2000. Selon l'OJD, le titre a vu ses ventes chuter de plus de 600 000 exemplaires entre 2001 (2,3 millions diffusion France payée) et 2005 (1,7 million). Cette crise s'est aggravée depuis l'arrivée des nouveaux magazines télé quinzomadaires en 2004. Télé 7 jours totalise encore 6,4 millions de lecteurs en 2006 selon l'APPM, et ce malgré la baisse de sa diffusion. L'arrivée du câble et le satellite dans le magazine Télé 7 jours se fait le 23 janvier 1993.
Pour tenter de stabiliser les ventes, la direction de HFM décide du remplacement de Patrick Mahé, ancien rédacteur en chef et directeur de la rédaction de Télé 7 jours depuis 1996, par Thierry Moreau, directeur de la rédaction de Ici Paris (HFM) en janvier 2006. Celui-ci pilote la mise en place d'une nouvelle formule, lancée en avril 2006, donnant notamment davantage de place aux programmes des chaînes de la TNT avec pour spécificité la TNT régionale.
Le magazine est désormais organisé en trois rubriques sur la télévision (Vu, Actu, Voir), avec du people, des interviews, etc. Les programmes de la semaine ont été repensés, avec encore un changement de formule de la double page avant les programmes du jour ; suivies d'une partie magazine « conso ». Il a même été fait appel à des personnalités de la radio et de la télévision comme Jean-Marc Morandini pour faire sa rubrique « Coup de gueule », Valérie Expert avec sa rubrique « Questions d'Expert » en fin de magazine dans laquelle elle interviewe une personnalité . Ensuite, sa chronique qui n'est plus sous forme de questions devient La télé a changé leur vie avant d'être supprimée tout comme celle de Morandini.
En 2009, Télé 7 jours est élu meilleur magazine de l'année 2009, lors de la remise des Prix des Magazines.
Télé 7 jours fête ses 50 ans en 2010. Dans le numéro 2601 du 3 au 9 avril 2010 (avec une quarantaine de pages supplémentaires par rapport à l'habitude), de nombreuses personnalités de télévision mais aussi du cinéma évoquent leurs souvenirs liés à la télévision depuis 1960 et à Télé 7 jours. La couverture de ce numéro « collector », avec Johnny Hallyday, se veut innovante et s'anime en 3D grâce à la webcam.
Télé 7 jours change une nouvelle fois de formule dans le numéro 2613 du 26 juin au 2 juillet 2010 (changement amorcé dans le numéro 2612), avec des changements de titres de rubriques, des rubriques plus claires et étoffées (notamment concernant la page du sommaire, l'univers des séries télévisées) ; certains jours des pages programmes changent de couleur (le dimanche passant de l'orange au bleu, le lundi redevient jaune, le mercredi et le jeudi voient leurs couleurs inversées), les pages conso se développent encore et la rubrique « questions d'Expert » (qui n'est plus sous forme de questions) devient « La télé a changé leur vie »). Thierry Moreau expliquant dans son éditorial que son équipe et lui ont tenu compte des remarques et suggestions des lecteurs envoyées au magazine pour ce changement. Le format du magazine a également changé.
Télé 7 jours reste un magazine hebdomadaire français appartenant à la catégorie de la presse de télévision. Son prix de vente au numéro est de 6,50 francs juste avant le passage à l'euro. Au passage à l'euro en 2002, il coute 0,95 euro puis a augmenté jusqu'à 1,05 euro pour redescendre à 0,99 euro. En juin 2010, il passe à 1 euro.
En 2007, Télé 7 jours est le quatrième magazine de télévision le plus vendu en France, derrière Télé Z, TV Hebdo et TV Magazine. Après la disparition de TV Hebdo, Télé 7 jours est en 2017 à la seconde place.
En janvier 2019, le prix du magazine passe à 1,20 € puis en mai 2020, le magazine monte à 1,30 €. En janvier 2023, le prix de vente passe à 1,50 €, puis en décembre 2023 à 1,60 €.[réf. nécessaire]

## Contenu éditorial
L'essentiel du contenu repose sur les programmes télévisés et des informations se rapportant à l'univers de la télévision, qu'il s'agisse des coulisses des médias ou de la vie des célébrités. On retrouve notamment ces informations en double page avant les programmes du jour. À ce titre, Télé 7 jours se rapproche de la presse people. Le magazine comporte également des rubriques dites « conso » (cuisine, déco, bien-être, droit, animaux, etc), de loisirs et de culture (cinéma, livres, jardin, des jeux avec les mots fléchés gagnants de Jacques Capelovici, surnommé « Maître Capelo ], longtemps restés dans le magazine, horoscope, etc.).
Pour l'horoscope, plusieurs personnalités se sont succédé depuis la création du magazine : Élizabeth Teissier, Hermine, Christine Haas, Julia Sorel, Murielle Siron, Samaëls. Depuis décembre 2013, Jean-Yves Espié assure les prévisions astrologiques dans le magazine.
Une page de bande dessinée est publiée à la fin du magazine chaque semaine. Pico Bogue a ainsi succédé à Parker & Badger.

## Tirage et diffusion
| Années                 | 2002      | 2003      | 2004      | 2005      | 2006      | 2007      | 2008      | 2009      | 2010      | 2011      |
| ---------------------- | --------- | --------- | --------- | --------- | --------- | --------- | --------- | --------- | --------- | --------- |
| Tirage                 | 2 554 061 | 2 491 899 | 2 206 419 | 1 989 234 | 1 879 388 | 1 841 786 | 1 810 716 | 1 737 047 | 1 618 379 | 1 560 251 |
| Diffusion France payée | 2 258 331 | 2 192 197 | 1 873 944 | 1 693 801 | 1 618 403 | 1 588 435 | 1 543 290 | 1 471 593 | 1 420 417 | 1 371 053 |
| Diffusion totale       | 2 288 358 | 2 226 274 | 1 915 867 | 1 751 889 | 1 661 054 | 1 632 388 | 1 589 828 | 1 513 771 | 1 447 237 | 1 403 057 |
| Années                 | 2012      | 2013      | 2014      | 2015      | 2016      | 2017      | 2018      | 2019      | 2020      | 2021      |
| Tirage                 | 1 525 623 | 1 461 493 | 1 375 289 | 1 311 848 | 1 244 094 | 1 173 058 | 1 138 355 | 1 070 475 | 995 243   | 964 920   |
| Diffusion France payée | 1 332 184 | 1 284 329 | 1 225 642 | 1 126 650 | 1 126 650 | 1 071 292 | 1 020 337 | 983 890   | 928 212   | 883 126   |
| Diffusion totale       | 1 357 506 | 1 308 139 | 1 242 021 | 1 189 661 | 1 141 845 | 1 085 386 | 1 033 746 | 995 491   | 938 835   | 890 917   |

## Couvertures
Personnalités ayant fait le plus grand nombre de couvertures de Télé 7 jours :
- Jenifer : 45 couvertures ;
- Johnny Hallyday : 38 couvertures ;
- Nolwenn Leroy : 29 couvertures ;
- Michel Drucker : 25 couvertures ;
- Jacques Martin : 18 couvertures ;
- Mireille Mathieu : 17 couvertures ;
- Dorothée, Patrick Poivre d'Arvor, Christophe Dechavanne : 14 couvertures ;
- Claire Chazal : 13 couvertures ;
- Laurence Ferrari, Bruno Masure : 12 couvertures ;
- Mylène Farmer : 11 couvertures ;
- Grégory Lemarchal : 9 couvertures ;
- Star Academy : toutes saisons confondues, et tous candidats confondus, a fait au total 42 couvertures.

## Collection semestrielle hors-sérieLes Animaux de Télé7 jours
Lancée en 1969, elle regroupe les pleines planches animalières publiées dans l'hebdomadaire de programmes de télévision, accompagnées d'un texte au verso.
- 1 : Les Animaux sauvages d'Europe;
- 2 : Les Animaux sauvages d'Afrique;
- 3 : Les Animaux sauvages d'Amérique;
- 4 : Les Animaux sauvages d'Asie et d'Océanie;
- 5 : Les Animaux domestiques ;
- 6 : Nos amis les chiens et les chats (réédité en 1978);
- 7 : La Faune des mers et des océans;
- 8 : La Faune et le gibier d'eau douce;
- 9 : Papillons - insectes : monde étrange.